# Torremenapace
Torremenapace (La Tur in dialetto oltrepadano) è una frazione di 204 abitanti del comune di Voghera in provincia di Pavia.
Il paese è sito a nord della città di Voghera, dalla quale dista 4,05 chilometri; sorge esattamente all'altezza del 45º parallelo, che è segnalato, sulla contigua autostrada A21 Torino-Piacenza, da un cartellone che sovrasta le due carreggiate.

## Storia
Le prime notizie riguardanti Torremenapace, ossia Torre di Menàpace, risalgono al 1224, periodo in cui era denominata Giarola. Già da allora era frazione del comune di Voghera, e questo lo si evince da documenti del 9 settembre 1276, nei quali vi è scritto che la Canonica Maggiore di Pavia investiva Giacomo Mosso e fratelli dei beni che possedeva <<in loco Viqueria seu Glarolo>>. Maggiori indicazioni si hanno in un istrumento del 1262, ove si dice che Facio di Canevanova investiva a Giacomo del Conte: il podere, il castello e la torre posta alla Giarola. Il giorno 21 luglio 1382 ivi si accampò l'esercito di Ludovico d'Angiò proveniente dal Tortonese ed accompagnato dal conte Verde di Savoia e diretto alla conquista di Napoli. Gian Galeazzo Visconti ordinò al comune di Voghera di premunirsi contro eventuali danneggiamenti che potevano essere arrecati da quelle truppe pur avendo loro concesso libero passaggio sui suoi dominii; quelle truppe furono , a spese degli abitanti del paese, provvisti di vitelli, pane, spelta e fieno in gran quantità. 
Nel 1436 Filippo Maria Visconti concesse Voghera e frazioni, compresa Giarola, a Luigi Dal Verme.
Nel 1447, godendo Voghera di molta pace e prosperità, venne a stabilirvisi una famiglia feudataria, quella di Corradino Menapace di Bottigella, che fece molti acquisti alla Giarola e vi edificò una torre e da lui il luogo prese il nome: Torre di Menàpace, poi Torremenapace.
Della Chiesa dedicata a San Colombano si hanno notizie da un atto del 1304, e nel 1523 era già sita nel luogo attuale e chiamata col nome odierno. Nella visita di Mons. Stella del 1677 apparisce che il beneficio parrocchiale possedeva 60 pertiche di terra e le primizie, successivamente, dalla visita di Mons. Peyretti si legge che la chiesa era mal tenuta ed aveva cimitero attiguo; dal 1750 prese il titolo di rettoria e la parte nuova della canonica fu edificata dal rettore Don Pietro Pernigotti nel 1939.

## Società

### Evoluzione demografica
Dal registro parrocchiale emergono le seguenti notizie demografiche: nel 1613 la parrocchia contava 220 persone, nel 1620 solamente 200. Nel 1630 morirono 53 persone quasi tutte di peste. Nel 1838 vi erano 153 abitanti, l'anno seguente 220, il più vecchio aveva 40 anni.
Dall'ultimo censimento del 2001 gli abitanti risultano essere 204.